# Richard Balducci
Pour les articles homonymes, voir Balducci.
Richard Balducci, né le 10 février 1922 à Paris et mort le 8 décembre 2015 à Créteil, est un réalisateur, scénariste et écrivain français.
Il doit principalement sa célébrité à la création de la série Le Gendarme de Saint-Tropez avec Louis de Funès, dont il eut l'idée originale.

## Biographie
Correspondant de guerre jusqu'à la Libération, il rejoint Pierre Benard à France-Soir où Pierre Lazareff l'assigne à la rubrique Spectacles.  Il devient ensuite pendant dix ans l'attaché de presse de l'Olympia.
Il est acteur dans À bout de souffle de Jean-Luc Godard. Puis à nouveau attaché de presse. Il collabore ainsi avec de nombreux réalisateurs tels que Luis Buñuel, Roger Vadim, Christian-Jaque, Luchino Visconti, Jean-Pierre Melville, Claude Lelouch, Terence Young, Jean-Luc Godard, Julien Duvivier, Jacques Demy, Agnès Varda, Philippe de Broca, François Truffaut, Jacques Deray, Claude Chabrol, Max Ophüls, Jacques Becker, André Cayatte, etc.
Il passe à la réalisation à la fin des années 1960. Dans les années 1970-1980, il enchaîne les films comiques aux titres souvent évocateurs. Son dernier film date de 1986.  Il se consacre depuis à l'écriture de romans.
Richard Balducci épouse la championne de ski devenue actrice Gisèle Sandré le 17 janvier 1963 à Paris, en présence de Johnny Hallyday, Dalida et Charles Aznavour. Le 15 juillet 1969, il se marie avec l'actrice Karin Meier à Neuilly.
Il meurt le 8 décembre 2015 à Créteil,, à l'âge de 93 ans.

## Filmographie

### Réalisateur et scénariste
- 1966 : Le petit cheval de bois (court métrage)
- 1968 : Les tontons du festival (court métrage)
- 1968 : Clown (court métrage)
- 1969 : La Honte de la famille, avec Michel Galabru
- 1970 : L'Amour
- 1972 : L'Odeur des fauves, avec Maurice Ronet
- 1972 : Trop jolies pour être honnêtes, avec Bernadette Lafont, Jane Birkin
- 1973 : Dans la poussière du soleil
- 1974 : Par ici la monnaie, avec Robert Castel, Michel Galabru
- 1975 : Les Demoiselles à péage ou Les Ravageuses de sexe sous le pseudonyme de Bruno Baldwyn
- 1976 : La Grande Défonce sous le pseudonyme de Bruno Baldwyn
- 1977 : La Face cachée d'Adolf Hitler
- 1981 : Prends ta Rolls et va pointer, avec Jean Lefebvre
- 1982 : N'oublie pas ton père au vestiaire, avec Jean Lefebvre
- 1983 : Salut la puce, avec Jean Lefebvre
- 1983 : On l'appelle catastrophe, avec Michel Leeb
- 1985 : Le Facteur de Saint-Tropez, avec Paul Préboist
- 1985 : Y'a pas le feu
- 1986 : Banana's Boulevard

### Scénariste
- 1963 : Les Saintes Nitouches de Pierre Montazel
- 1964 : Le Gendarme de Saint-Tropez de Jean Girault
- 1964 : Cherchez l'idole de Michel Boisrond
- 1965 : Le Gendarme à New York de Jean Girault
- 1976 : Le Jour de gloire de Jacques Besnard
- 1978 : Général... nous voilà ! de Jacques Besnard
- 1979 : Les bidasses en vadrouille de Christian Caza
- 1979 : La Fac en délire de Franz Antel
- 1979 : Les Joyeuses colonies de vacances de Michel Gérard
- 1980 : Voulez-vous un bébé Nobel ? de Robert Pouret
- 1984 : Charlots connection de Jean Couturier

### Acteur
- 1960 : À bout de souffle de Jean-Luc Godard
- 1981 : Prends ta Rolls et va pointer de Richard Balducci
- 1982 : En cas de guerre mondiale, je file à l'étranger de Jacques Ardouin

## Publications
- 1970 : Campus Party (Solar)
- 1971 : L'Odeur des fauves (Solar)
- 1974 : Tu seras le plus riche de ton cimetière (Presses de la Cité)
- 1979 : Salut la puce (Table Ronde) Prix Christophe Bringuier.
- 1989 : Quartier de haute trahison (Filipacchi)
- 1990 : Si on invitait James Dean (Générique)
- 1991 : Le Café des veuves (Filipacchi) - Prix de l'humour et Prix Jules Renard.
- 1992 : La Vie fabuleuse de Nostradamus  (Filipacchi)
- 1992 : Torquemada ou l'Intolérance de Dieu (Filipacchi)
- 1994 : Les Princesses de Paris (Presses de la Cité/Hors Collection)
- 1996 : La Balade espagnole (écrit en collaboration avec Charles Aznavour (Cherche Midi)
- 1997 : Et Dieu créa une emmerdeuse (Laurens)
- 2002 : Charles Aznavour : Confidences d'un enfant de bohème (Pirot)
- 2003 : Autopsie d'une crapule (Melis)